# Gadus
Gadus è un genere comprendente 4 specie di grossi pesci d'acqua salata, comunemente conosciuti come Merluzzi ed appartenenti alla famiglia Gadidae.

## Le specie
| Nome comune                               | Nome scientifico                   | Lunghezza massima | Lunghezza comune | Peso massimo | Età massima | Livello trofico | Fish Base | FAO    | ITIS   | Stato IUCN          |
| ----------------------------------------- | ---------------------------------- | ----------------- | ---------------- | ------------ | ----------- | --------------- | --------- | ------ | ------ | ------------------- |
| Merluzzo nordico bianco (merluzzo comune) | Gadus morhua Linnaeus, 1758        | 200 cm            | 100 cm           | 96,0 kg      | 25 anni     | 4,4             | [ 1 ]     | [ 2 ]  | [ 3 ]  | Vulnerable          |
| Merluzzo nordico grigio                   | Gadus macrocephalus Tilesius, 1810 | 119 cm            | cm               | 22,7 kg      | 18 anni     | 4,0             | [ 5 ]     | [ 6 ]  | [ 7 ]  | Specie non valutata |
| Merluzzo artico                           | Gadus ogac Richardson, 1836        | 77,0 cm           |                  |              | 12 anni     | 3,6             | [ 8 ]     | [ 9 ]  | [ 10 ] | Specie non valutata |
| Merluzzo d'Alaska                         | Gadus chalcogrammus Pallas, 1814   | 91,0 cm           |                  | 3,9 kg       | 28 anni     |                 | [ 11 ]    | [ 12 ] | [ 13 ] | Specie non valutata |